# Peach Air
Peach Air war eine kurzlebige britische Charterfluggesellschaft, die ihren Betrieb im Jahr 1998 eingestellt hat.

## Geschichte
Peach Air wurde im Jahr 1996 als Tochterunternehmen der Caledonian Airways und des Reisevermittlers Goldcrest Aviation gegründet, die beide zum britischen Reisekonzern Inspirations Group gehörten.
Peach Air war als Billigfluggesellschaft konzipiert worden, die IT-Charterdienste zu günstigeren Konditionen als ihre Muttergesellschaft Caledonian Airways anbot.
Zur Betriebsaufnahme leaste Peach Air zwei Boeing 737-200 von Sabre Airways und vier Lockheed L-1011 von Air Atlanta Icelandic. Der erste Flug erfolgte am 1. Mai 1997 von London-Gatwick nach Barcelona. Die Gesellschaft führte hauptsächlich touristischen Charterverkehr von den Abflughäfen London-Gatwick, Manchester und Dublin durch. Im Jahr 1997 wurde die Inspirations Group von der Carlson Leisure Group aufgekauft, wobei auch die Fluggesellschaften Peach Air und Caledonian Airways in deren Besitz übergingen. Im Herbst 1998 kündigte die Carlson Leisure Group ihren Zusammenschluss mit der Thomas Cook Group an. Das künftige Geschäftsmodell sah keinen Low-Budget-Charter vor, so dass Peach Air im Zuge der Fusion ihren Betrieb am 1. November 1998 einstellte.

## Flotte

### Flotte bei Betriebseinstellung
Zum Zeitpunkt der Betriebseinstellung setzte das Unternehmen eine Boeing 737 und vier Lockheed L-1011 ein.